# Ipomoea syringifolia
Ipomoea syringifolia là một loài thực vật có hoa trong họ Bìm bìm. Loài này được Meisn. mô tả khoa học đầu tiên năm 1869.

## Hình ảnh

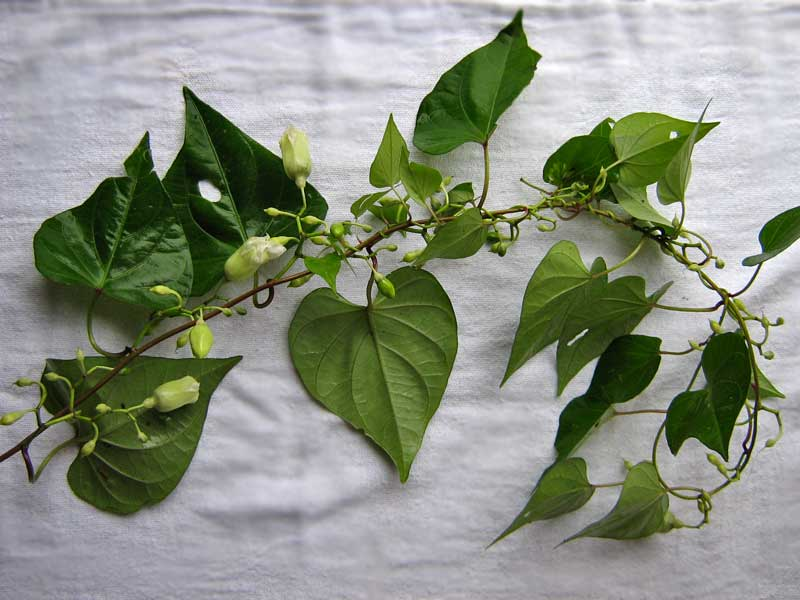
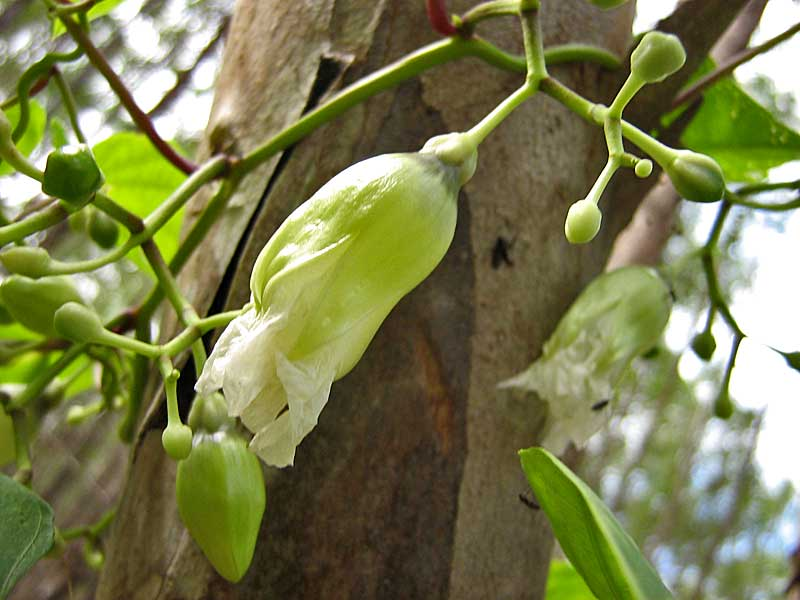
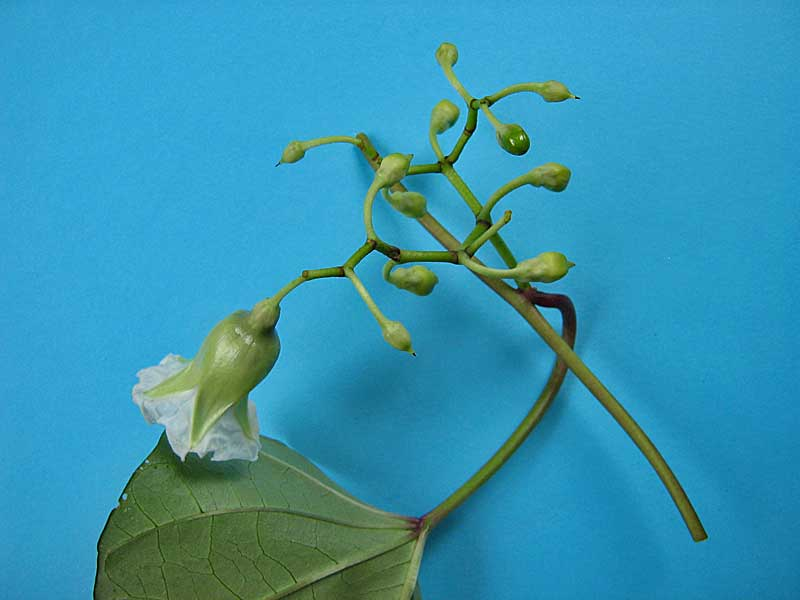
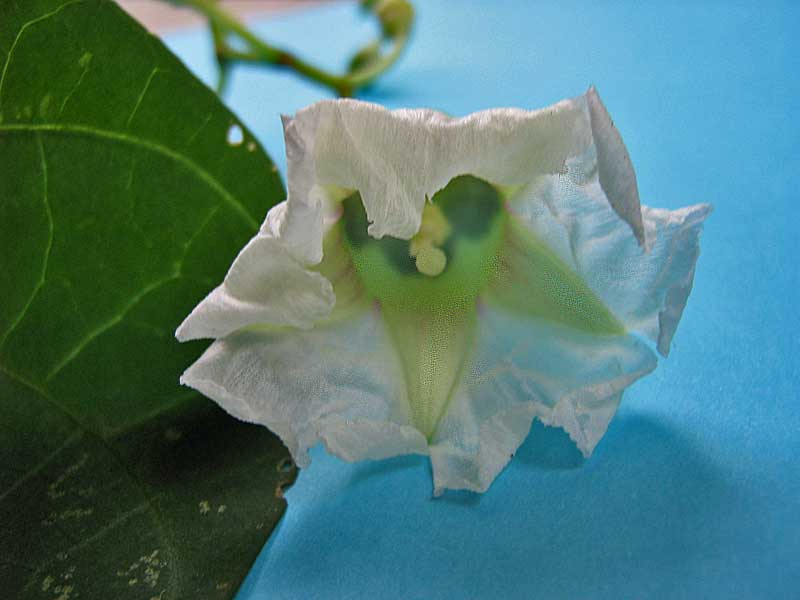